# Independence Party of Minnesota
L'Independence Party of Minnesota (IP) est un parti politique de l'État américain du Minnesota.

## Historique

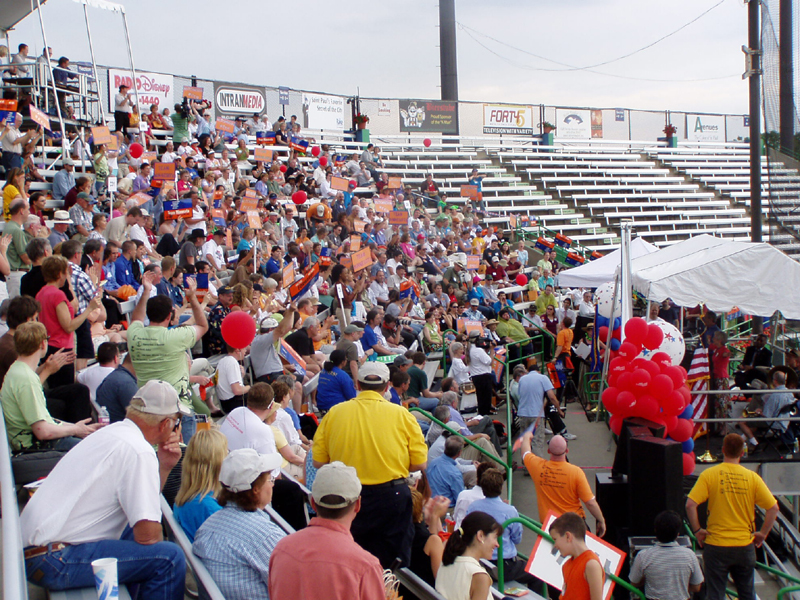
Convention du parti en 2006.

En 1992, Ross Perot (candidat du Parti de la réforme) est soutenu par 23 % des électeurs du Minnesota lors de l'élection présidentielle. La même année, Dean Barkley et d'autres militants modérés forment l'Independence Party, qui s'affilie par la suite au Parti de la réforme national et devient le Parti de la réforme du Minnesota (Reform Party of Minnesota). En 1996, Jesse Ventura remporte le poste de gouverneur du Minnesota sous l'étiquette du parti.
Avant l'élection présidentielle de 2000, Ventura quitte le Parti de la réforme face à la montée du conservateur Pat Buchanan au sein du parti,. En mars 2000, le Parti de la réforme du Minnesota vote pour se désaffilier du Parti de la réforme fédéral et prend le nom de Parti de l'indépendance du Minnesota (Independence Party of Minnesota),.
Les années suivantes, le parti obtient des scores honorables à de nombreuses élections (pour un parti indépendant du Parti démocrate et du Parti républicain). Cependant, ses candidats ne sont élus à aucun poste à l'échelle de l'État ou au niveau fédéral.
En 2014, pour les deuxièmes élections consécutives, l'Independence Party of Minnesota reçoit moins de 5 % des suffrages à l'échelle de l'État. Il perd alors son statut de « parti politique majeur » et un accès garanti aux prochains scrutins.
Lors de l'élection présidentielle américaine de 2016, le parti soutient l'indépendant Evan McMullin. Le parti rassemble les signatures pour que McMullin figure sur les bulletins au Minnesota, espérant pouvoir regagner son statut de parti « majeur » grâce à l'impopularité de Donald Trump et Hillary Clinton. McMullin ne rassemble cependant que 1,8 % des voix dans le Minnesota.

## Positions politiques
Malgré son nom, le parti ne revendique pas la sécession du Minnesota des États-Unis.
Le parti est modéré sur les questions économiques et prône un budget en équilibre. Il est davantage libéral sur les questions de société, soutenant par exemple le mariage gay et la légalisation de la marijuana.